# Mr. Lonely (single)
Mr. Lonely is een liedje dat geschreven is door Bobby Vinton en Gene Allan. Vinton nam het op voor zijn derde studioalbum Roses are red, dat in 1962 verscheen. In datzelfde jaar nam Buddy Greco het op en in 1962 verscheen die versie in de Billboard Hot 100 om uiteindelijk als hoogste positie nummer 64 te halen. In 1964 verscheen het nummer op het verzamelalbum Bobby Vinton’s greatest hits en werd tegelijkertijd als single uitgegeven. Eind 1964 haalde Vinton er een nummer 1-positie mee in diezelfde Amerikaanse hitparade, zo ook in de Canadese hitlijst
Het lied gaat over een soldaat die overzee wordt gezonden en geen verbinding meer heeft met zijn thuis. De soldaat klaagt over die situatie. De single verscheen aan de vooravond van de later uit de hand gelopen Oorlog in Vietnam en soldaten die naar Vietnam werden gezonden (en ook het thuisfront) herkenden zich in het lied, hetgeen de verkoop ten goede kwam. In 1966 schreven Vinton en Allan het vervolg Coming home soldier, dat het met een elfde plaats in de Billboard Hot 100 ook goed deed.
In 1967 verscheen een Europese versie door de (toen) Joegoslavische zanger Zlatni Decaci, de titel was gewijzigd in SAM. Later volgden meer versies onder meer door Victor Wood (Filipijnen) en Akon (Senegal).

## Hitnotering

### VlaamseRadio 2 Top 30
| Hitnotering: 15-12-1973 t/m 05-01-1974 | Hitnotering: 15-12-1973 t/m 05-01-1974 | Hitnotering: 15-12-1973 t/m 05-01-1974 | Hitnotering: 15-12-1973 t/m 05-01-1974 | Hitnotering: 15-12-1973 t/m 05-01-1974 | Hitnotering: 15-12-1973 t/m 05-01-1974 |
| Week:                                  | 1                                      | 2                                      | 3                                      | 4                                      |                                        |
| -------------------------------------- | -------------------------------------- | -------------------------------------- | -------------------------------------- | -------------------------------------- | -------------------------------------- |
| Positie:                               | 19                                     | 23                                     | 17                                     | 29                                     | uit                                    |